# مدوژیگورسک
شهر مدوژیگورسک (به روسی: Медвежьегорск) در کشور روسیه و در جمهوری کارلیا واقع شده‌است.